# Ischnomesus bacilloides
Ischnomesus bacilloides is een pissebed uit de familie Ischnomesidae. De wetenschappelijke naam van de soort is voor het eerst geldig gepubliceerd in 1886 door Beddard.